# Алма Малер (књига)
Алма Малер (мкд. Алма Малер) је роман македонског књижевника Саше Димоског (мкд. Сашо Димоски), објављен 2014. године у издању издавачке куће "Култура". Српско издање књиге објавила је издавачка кућа Лагуна из Београда 2016. године у преводу Зорана Паневског.

## О аутору
Сашо Димоски је рођен 1985. године у Охриду. Завршио је Општу и компаративну књижевност на Филолошком факултету Блажо Конески. Објавио је романе Дневник хулигана (2014), Алма Малер (2014), Пето годишње доба (2015), и збирку драмских текстова Ми, други (2015). Тренутно ради као драматург у позоришту Џинот у Велесу.

## О књизи
Алма Малер је кратки роман о супрузи, љубавници, музи, интимној пријатељици великих и познатих уметника, жени која је обележила једну епоху својом јединственошћу.
Роман је написан у форми фиктивне биографије у првом лицу једнине. Представља емотивни монолог жене која је посветила живот својој љубави а да при том за узврат није добила скоро ништа. Одрекла се музичке каријере због десетогодишњег брака са Густавом Малером. Након његове смрти, уследиле су везе са архитектом Валтером Гропијусом, сликаром Оскаром Кокошком и писцем Францом Верфелом. 
Брак са Малером са којим је родила двоје деце, тих десет година, је управо део њеног живота који представља основни ток овог романа.
Алма Малер је рођена као Алма Марија Шиндлер 1879. године као ћерка сликара Емила Јакоба Шиндлера и певачице Ане Берген. Отац јој убрзо умире а мајчин следећи брак са сликаром Карлом Молом приближиће Алму водећим уметничким круговима Беча. Већ у седамнаестој години фасцинирала је Густава Климта, учила да свира клавир код композитора и педагога Александра Землинског. Била је у вези са тадашњим директором Бургтеатра Максом Буркхардом, када је упознала Густава Малера, и са којим ће се виђати и док буде у браку са Малером. Брак је трајао десет година, и након његове смрти Алма ступа у везу са архитектом Валтером Гропијусом. Та веза се прекида након скупа који организује њен очух и када упознаје сликара Оскара Кокошку. После везе са Кокошком, поново се враћа Гропијусу за кога ће се удати. Брак им се после пет година распада, због обостраног неверства. Тада је била у вези са младим писцем Францом Верфелом са којим по трећи пут ступа у брак. Заједно за време Другог светског рата одлазе у Америку где умире 1964. године. Алма Шиндлер Малер Гропијус Верфел је по својој жељи сахрањена у Бечу.

## Драматизација
Драматизација књиге о исповести о Алми Малер је урађена на сцени македонског Националног театра, јануара 2015. године у режији Васила Зафирчева. Позориште је са овом представом гостовало на многим сценама у Македонији али и у иностранству.